# The Luck of the Irish
The Luck of the Irish är en låt från 1972 av John Lennon och Yoko Ono på albumet Some Time in New York City. The Luck of the Irish var en av två låtar på Some Time in New York City skriven till stöd för den republikanska rörelsen i Nordirland, en sak som Lennon kände samhörighet med i början av 1970-talet. The Luck Of The Irish föregick den brittiska arméns massaker den 30 januari 1972, och var inspirerad av en protestmarsch i London som Lennon deltog i augusti 1971. Han började skriva låten tre månader efter. Lennon spelade in en demo av The Luck of the Irish den 12 november 1971.